# Park Narodowy Wyspy Księcia Edwarda
Park Narodowy Wyspy Księcia Edwarda (ang. Prince Edward Island National Park, fr. Parc national de l'Île-du-Prince-Édouard) – park narodowy położony w północnej części Wyspy Księcia Edwarda w Kanadzie.
Utworzony w 1937. Powierzchnia parku wynosi 22 km². Jest to jeden z najmniejszych kanadyjskich parków narodowych. Obejmuje ochroną wiele obszernych plaż oraz piaszczystych wydm.